# Letux (kommun)
Letux är en kommun i Spanien.   Den ligger i provinsen Provincia de Zaragoza och regionen Aragonien, i den nordöstra delen av landet, 260 km öster om huvudstaden Madrid. Antalet invånare är 404.